# Grivola
De Grivola is een 3969 meter hoge berg in de Noord-Italiaanse regio Valle d'Aosta.
De berg ligt ingeklemd tussen de dalen Valsavarenche en Valle di Cogne die behoren tot het Nationaal park Gran Paradiso. Ten zuiden van de Grivola ligt het bergmassief van de Gran Paradiso, de hoogste, geheel in Italië gelegen berg.
Al vanaf verre is de vergletsjerde Grivola herkenbaar aan haar piramidevorm. Ten westen van de berg ligt de Grand Nomenon (3488 m) die eveneens een driehoekige top heeft. De naam Grivola is afgeleid van het Occitaanse woord Grivolina dat "jong meisje" betekent.
De berg kan het best beklommen worden via de berghut Rifugio Vittorio Sella (2588 m). De beklimming vanaf hier duurt ongeveer 5-6 uur.